# Донарт ап Кулмін
Донарт ап Кулмін (Donyarth ap Culmin, корн. Dungarth ap Culmin, 640—700) — король Думнонії (661—700).

## Біографія
Більшість відомостей про Донарта мають напівлегендарний характер. Згідно з ними, він був сином короля Думнонії  Кулміна. Після загибелі батька в битві з Уессексцями, Донарт в 661 році сам зійшов на престол Думнонії.
У 682 році думнони зазнали чергової поразки від Уессекса, в результаті чого кордон відсунувся, ймовірно, до Бідефорда  і була втрачена столиця королівства, місто Каер-Віск.
Донарт ап Кулмін помер в 700 році і його корону успадкував його син Герайнт.